# Prefektura Euritanija
Euritanija ((gr) Ευρυτανία, alternativno romanizirano Evritania, latinski: Eurytania) je jedna od grčkih prefektura, dio periferije Središnja Grčka. Glavni grad prefekture je Karpenisi, s oko 8.200 stanovnika.
Prefektura je osnovana 1947. godine izdvajanjem iz prefekture Aitolia-Acarnania.

## Zemljopis
Prefektura obuhvaća povijesnu pokrajinu Euritaniju. Gotovo je u cijelosti planinska, a u njoj se nalaze planine Tymfristos i Panaitoliko, na jugu. Od značajnijih rijeka, tu su Ahelos (na zapadu), Agrafiotis (na istoku), i Megdova (na istoku, ulijeva se Jonsko more).
Euritanija je jedna od najrjeđe naseljenih grčkih prefektura te jedna od rijetkih koje koriste samo jedan pozivni broj.
Euritanija graniči s Etolijom-Akarnijom na jugu i zapadu, Ftiotidom na istoku te Kardisom na sjeveru.
U Euritaniji je i poznato skijalište pokraj mjesta Karpenisi, na planinama Tymfristos. od 2004., istočno od skijačišta se nalazi 1.4 km dugački Tunel Tymfristos.

## Klima
Klima je mješavina mediteranske i planinske (posebno o zapadnim dijelovima). Zimi je čest snijeg, a ljeta su topla.

## Općine i zajednice
| Općina       | YPES kod | Sjedište (ako je različito) | poštanski broj |
| ------------ | -------- | --------------------------- | -------------- |
| Agrafa       | 1501     |                             | 360 73         |
| Aperantia    | 1502     | Granitsa                    | 360 72         |
| Aspropotamos | 1503     | Raptopoulo                  | 360 70         |
| Domnista     | 1505     | Krikello                    | 360 76         |
| Fourna       | 1510     |                             | 360 80         |
| Fragkista    | 1511     | Dytikí Fragkísta            | 360 71         |
| Karpenisi    | 1506     |                             | 361 00         |
| Ktimenia     | 1507     | Agia Triada                 | 360 80         |
| Potamia      | 1508     | Megalo Chorio               | 360 75         |
| Proussos     | 1509     |                             | 360 74         |
| Viniani      | 1504     | Kerasochori                 | 360 71         |

## Vanjske poveznice
- www.evrytan.gr  Arhivirana inačica izvorne stranice od 2. srpnja 2019. (Wayback Machine)